# Міко Мяльберг
Міко Мяльберг (3 травня 1985) — естонський плавець.
Учасник Олімпійських Ігор 2008 року.